# Joan Champernowne
Joan Champernowne, Lady Denny, död 1553, var en engelsk hovfunktionär. Hon var hovdam hos drottning Katarina Parr. 
Hon var dotter till Sir Philip Champernowne och K(C)atherine Carew, och brorsdotter till Kat Ashley. Hon gifte sig 1525 med kungens gunstling Sir Anthony Denny. 
Joan Champernowne beskrivs som en intelligent skönhet. Hon var hovfröken åt Katarina av Aragonien och hovdam åt Katarina Parr. Hon beskrivs som en personlig vän till Katarina Parr. Tillsammans med sin make tillhörde hon det protestantiska partiet vid hovet. 